# Bílovice-Lutotín
Obec Bílovice-Lutotín se nachází v okrese Prostějov v Olomouckém kraji. Bílovice-Lutotín jsou nevelká obec, žije zde 507 obyvatel.
Lutotínem prochází železniční trať Prostějov–Kostelec na Hané–Konice–Chornice a je zde železniční zastávka Lutotín.

## Geografie
Obec se nachází severozápadním směrem od města Prostějov a na obou březích říčky Romže v nadmořské výšce 249–264 m n. m. Obec Bílovice odděluje od Kostelce na Hané právě tok Romže. Na březích říčky na území obce jsou malé lesíky či hájky. V katastru obce se nachází přírodní památka Na hůrkách.
Údolím, na jehož začátku obec leží, prochází železniční trať (zastávka Lutotín, zřízena roku 1919) z Prostějova směrem na Konici a dále na Chornici v Pardubickém kraji. Koresponduje s pradávnou komunikační trasou, konkrétně s prostějovsko-konickou větví západovýchodní stezky, která byla součástí dálkové magistrály, spojující západ Evropy s jejím východem a pokračovala přes střední Asii do Číny. Kolem jižního okraje Bílovice prochází značená lokální cyklostezka.

## Historie
Obec Bílovice-Lutotín vznikla spojením dvou samostatných obcí Bílovice (322 obyvatel, 139 domů) a Lutotína (183 obyvatel, 79 domů). První písemná zmínka o Bílovicích pochází z roku 1305, Lutotín je poprvé zmíněn již v roce 1131.
Ač zmínka o Bílovicích tedy pochází až ze 14. století, poměrně intenzivní slovanské osídlení z 9. a 10. století, zachycené archeologickými výzkumy v nivě po obou stranách říčky Romže, a následná kontinuita osídlení až do vrcholného středověku hovoří o starobylém původu osady. Stejně tak i název obce Bílovice, jméno odvozené od staročeského osobního jména Běl. Nejstarší písemné doklady mají v první slabice biel – Bielowicze, ale od 16. století již důsledně „í“. Z katastru obce pochází jeden z mála na okrese nalezených žárových slovanských hrobů ze 7. století našeho letopočtu. Do širšího obecného povědomí je však zapsáno hradisko z pozdní doby kamenné (3500 př. n. l.), jde o hrad u Bílovic, zbudovaný na skalnatém ostrohu u Běleckého Mlýna (Šmíd 2003).
Lutotín je uveden v nedatované „nadační“ listině biskupa Jindřicha Zdíka (1083–1150), kladené k roku 1131, nově pak až k roku 1141. Základem jména Lutotín je osobní jméno Ľutota, tvořené k přídavnému jménu ľutý („lítý“). Je ovšem také možné, že jde o domáckou podobu jmen jako Ľutobor, Ľutohněv, Ľutomysl, Ľutomir apod. Lutotín je tedy Lutotův majetek. Tolik alespoň ke jménům obce uvádí jazykovědec František Kopečný (1985, 4-27-28). Také z katastru této obce je známo mnoho cenných archeologických památek, zejména však žárové hroby ohrozimského typu z poloviny 4. tisíciletí př. n. l.

## Obyvatelstvo

### Struktura
Vývoj počtu obyvatel za celou obec i za jeho jednotlivé části uvádí tabulka níže, ve které se zobrazuje i příslušnost jednotlivých částí k obci či následné odtržení.
| Místní části   | Místní části          | 1869 | 1880 | 1890 | 1900 | 1910 | 1921 | 1930 | 1950 | 1961 | 1970 | 1980 | 1991 | 2001 | 2011 |
| -------------- | --------------------- | ---- | ---- | ---- | ---- | ---- | ---- | ---- | ---- | ---- | ---- | ---- | ---- | ---- | ---- |
| Počet obyvatel | část Bílovice-Lutotín | 709  | 750  | 807  | 806  | 801  | 809  | 820  | 669  | 632  | 583  | 506  | 446  | 485  | 493  |
| Počet domů     | část Bílovice-Lutotín | 132  | 132  | 136  | 140  | 143  | 145  | 157  | 182  | 175  | 169  | 157  | 184  | 188  | 179  |

Narodili se zde:
• Jan Stavěl (1869 – 1938), ThDr., ř. k. kněz, vysvěcen 1894, od r. 1927 olomoucký světicí biskup
• František Světlík (1875 – 1949), ř. k. kněz, vysvěcen 1898, přední politik ČSL, dlouholetý poslanec NS ČSR, olomoucký sídelní kanovník, prelát arcijáhen, v letech 1938-1949 prezident Charity v Olomouci
- František Vinkler (1839–1899), novinář, překladatel, veřejný představitel na Mělnicku, defraudant[5]

## Památky a turistické zajímavosti
K cenným historickým památkám patří v Bílovicích lidový zděný statek č. 35 se žudrem a hospodářskými budovami, postavený v 18. století. Tento objekt je památkově chráněný a patří mezi nejpěknější svého druhu na Hané. V Lutotíně pak kaple sv. Anny z roku 1822 a kaplička bolestné Panny Marie z roku 1808, za obcí při silnici na Kostelec na Hané s památnou lípou. Kaple sv. Floriána v Bílovicích byla vysvěcena roku 1782. Původní zvon zrekvírovaný za první světové války byl později nahrazen novým pouze z daty 1914–1918. V obou částech obce býval hospodářský dvůr a stejně tak i vodní mlýn. Nachází se zde i archeologická lokalita Na Hradě.

## Části obce
- Bílovice
- Lutotín

## Fotogalerie

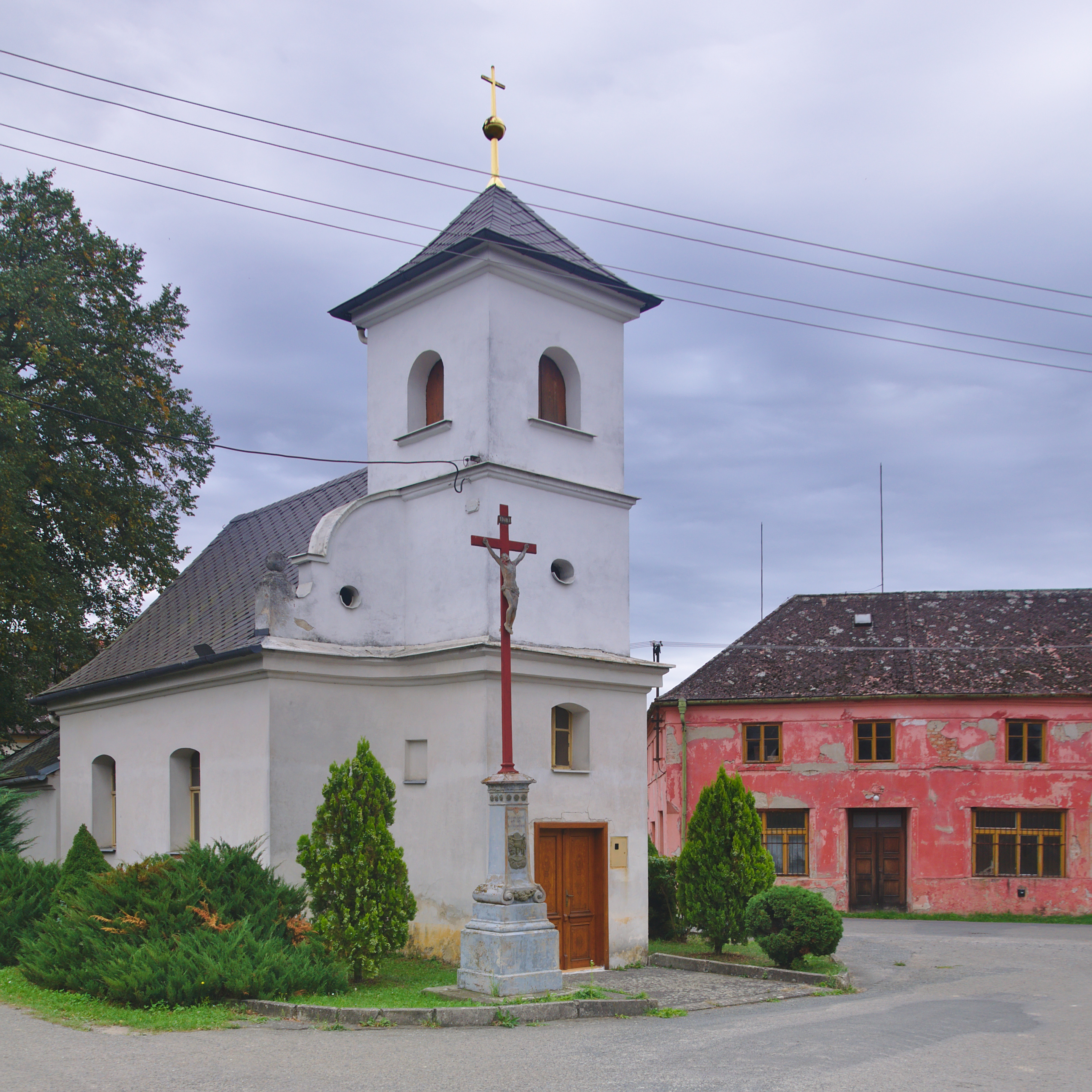
Kaple svaté Anny v Lutotíně
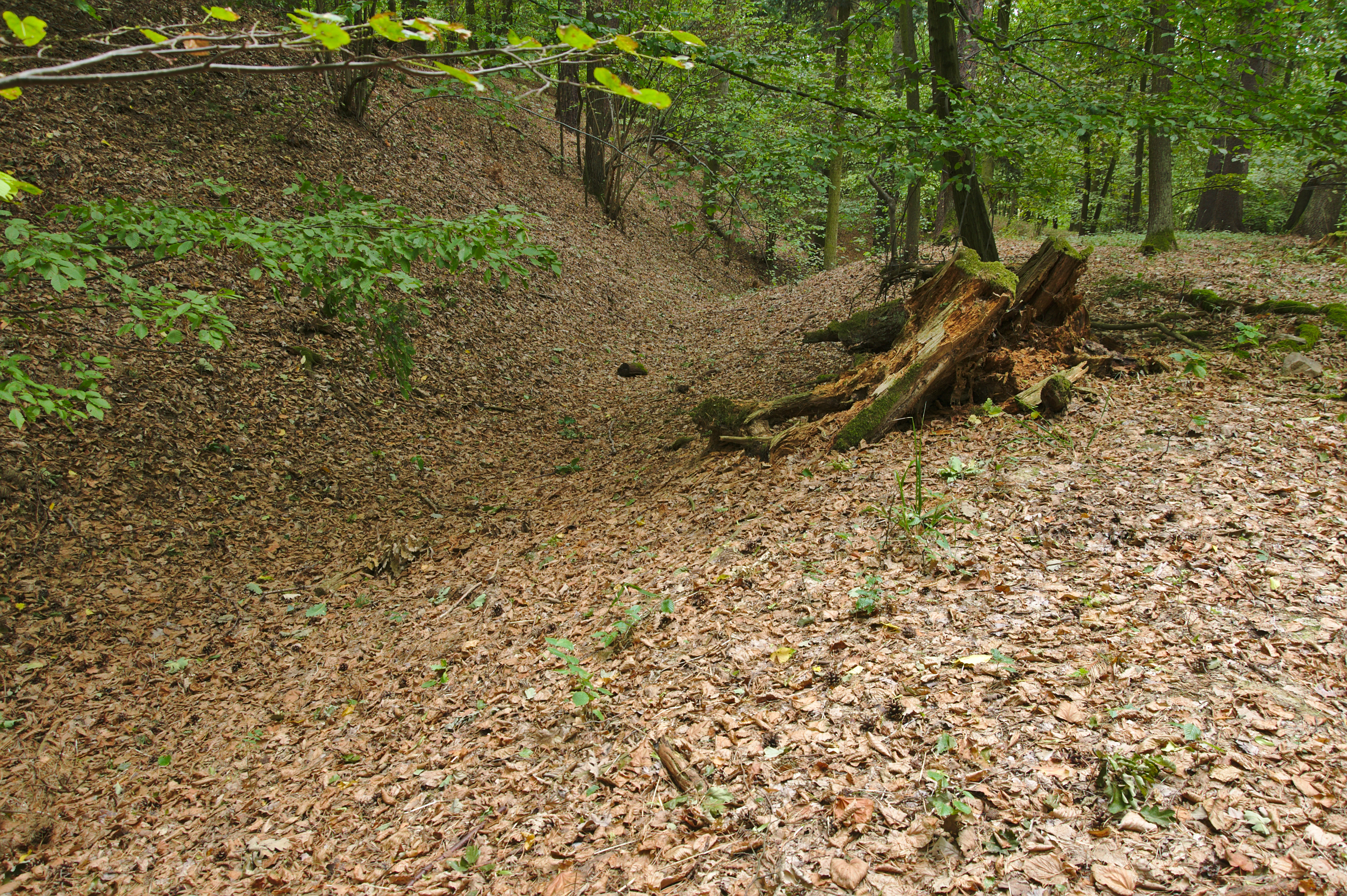
Hrad u Bílovic
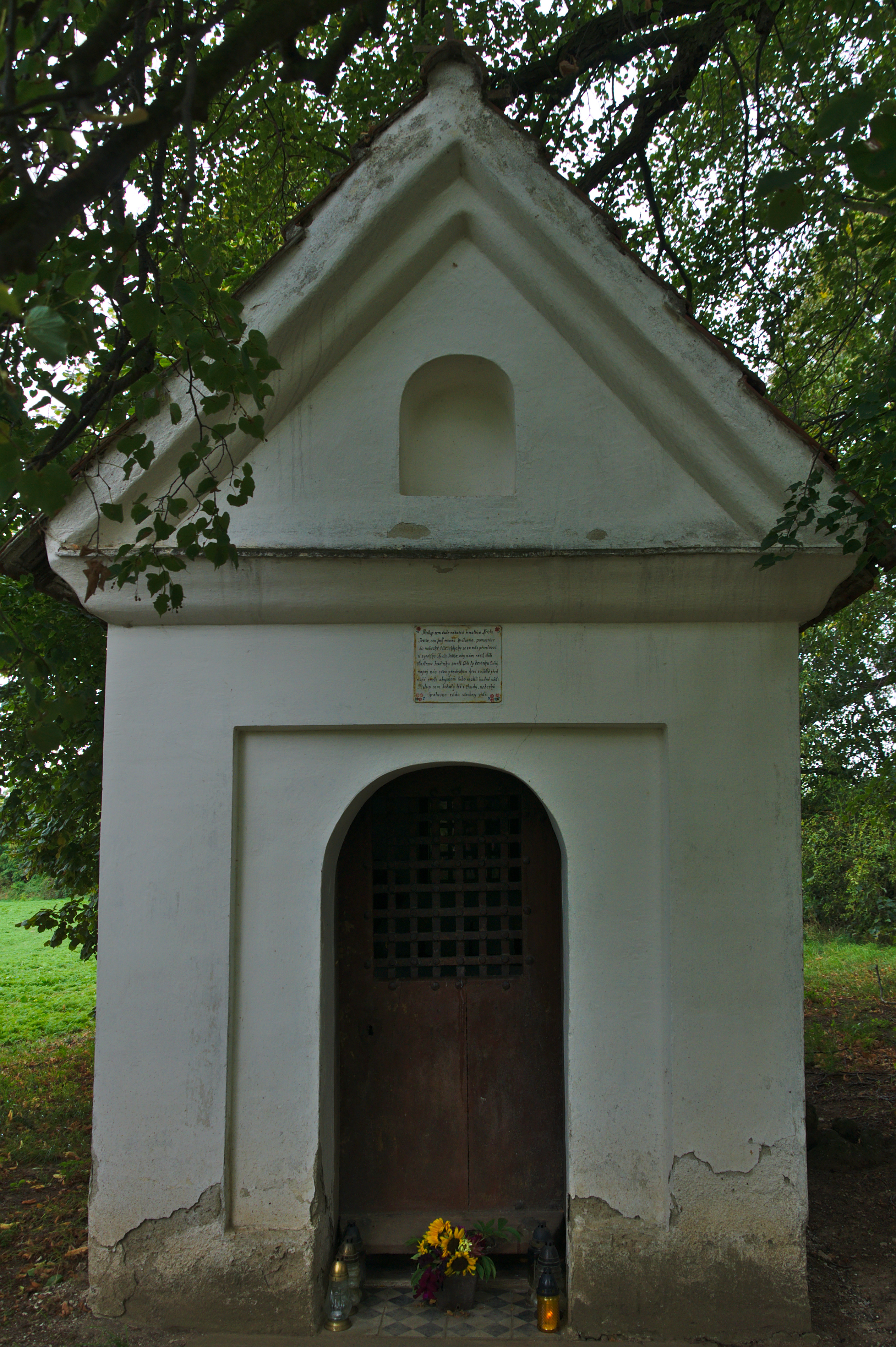
Kaple Panny Marie - Lutotín
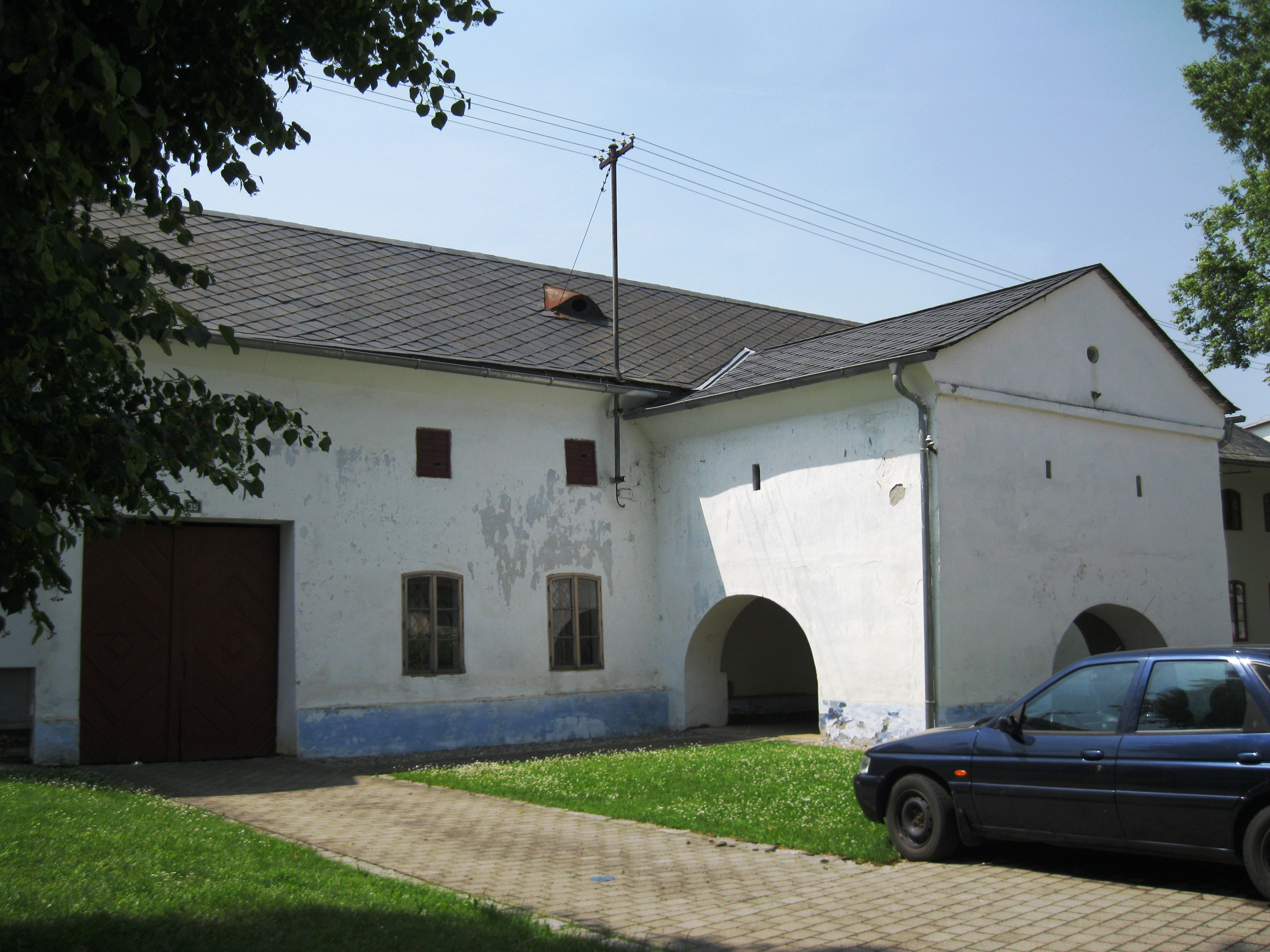
Venkovská usedlost - Bílovice
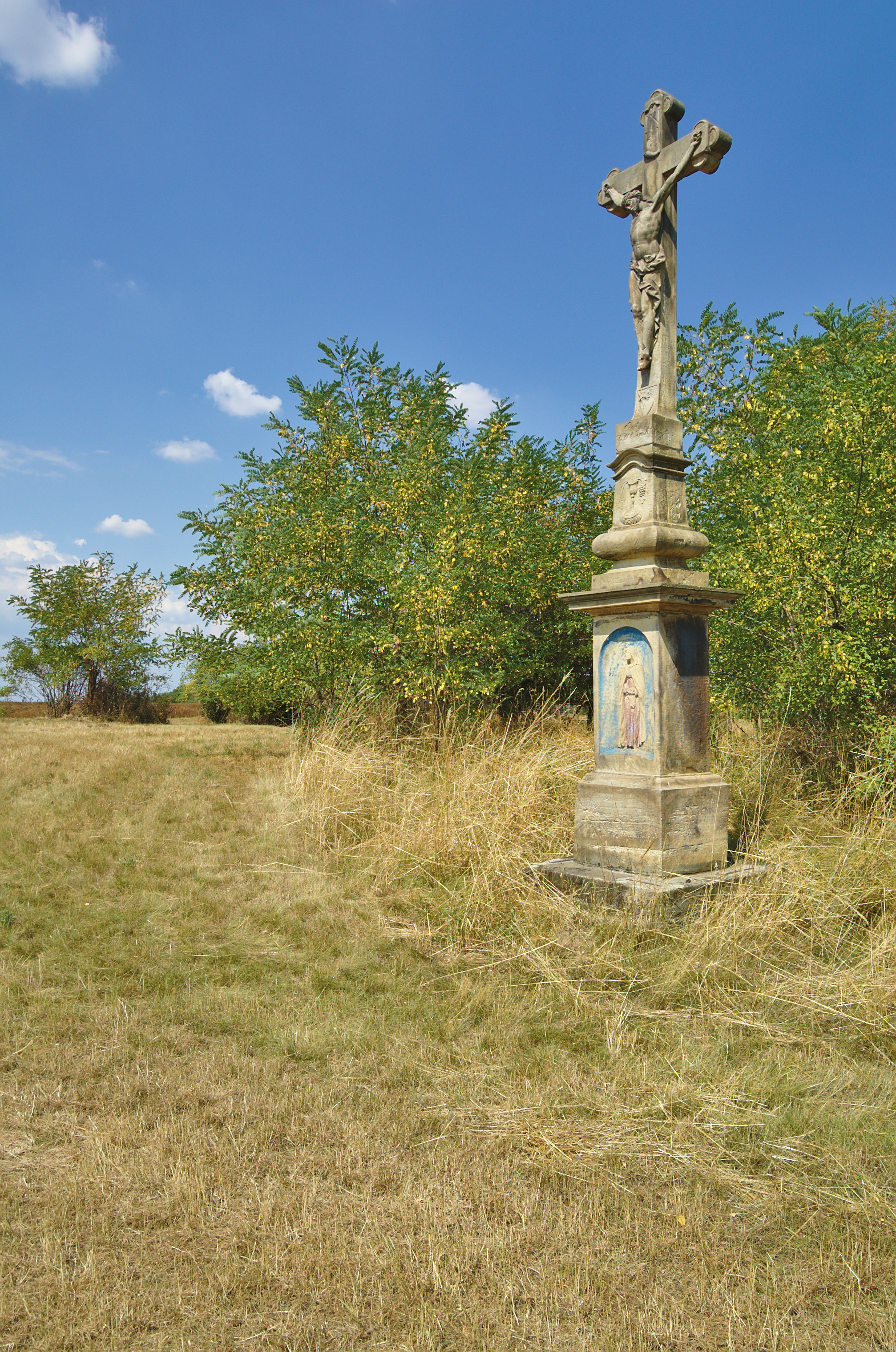
Kříž v lokalitě přírodní památky Na hůrkách
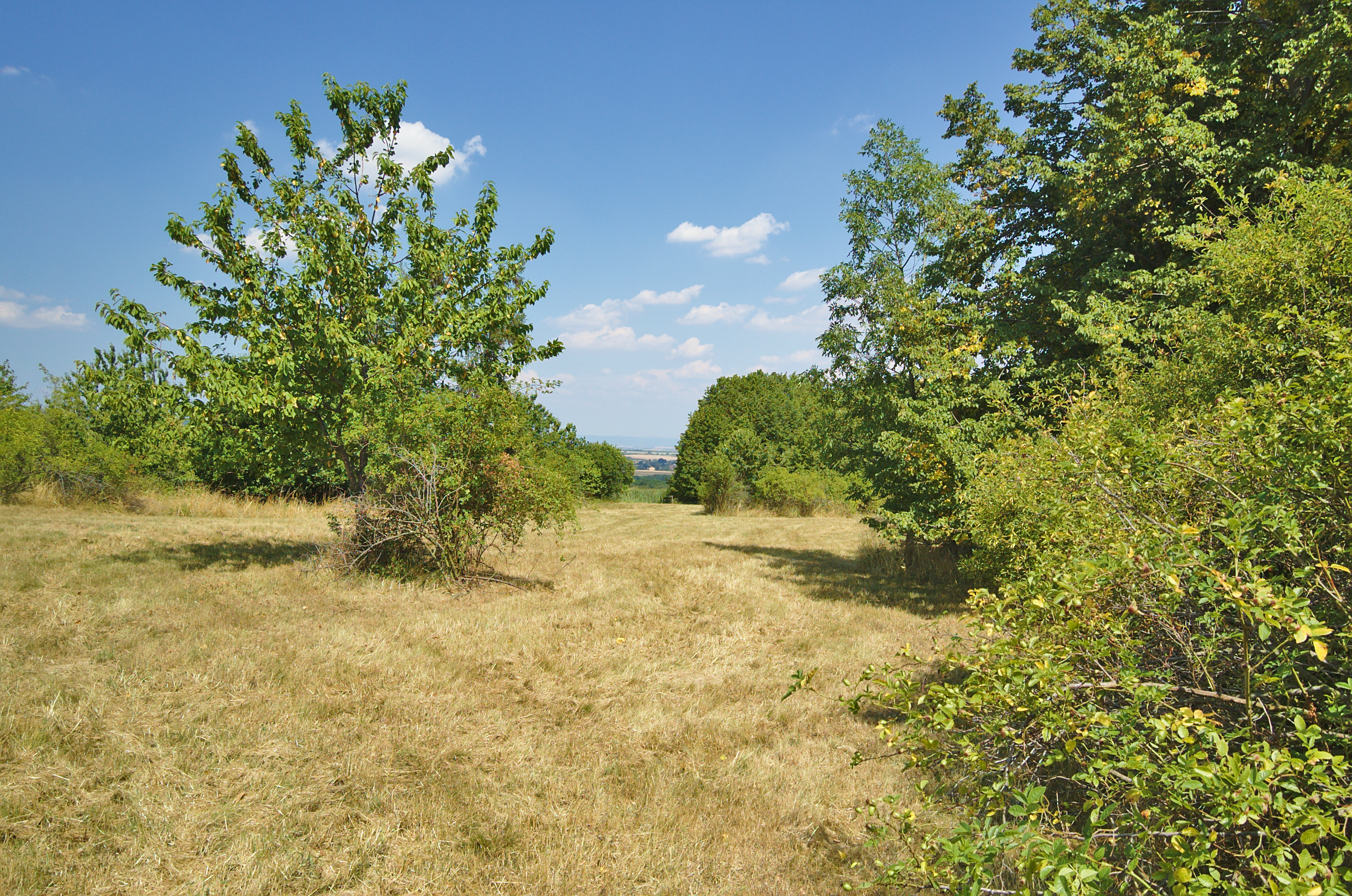
Přírodní památka Na hůrkách